# Artur Jezierski
Artur Jezierski – polski lekkoatleta, specjalizujący się w biegach sprinterskich.

## Osiągnięcia
- Mistrzostwa Polski seniorów w lekkoatletyce (8 medali)[1]
  - Królewska Huta 1931
    - złoty medal w sztafecie 4 × 400 m

  - Warszawa 1932
    - złoty medal w sztafecie 4 × 400 m
    - brązowy medal w sztafecie 4 × 100 m

  - Bydgoszcz 1933
    - złoty medal w sztafecie 4 × 400 m

  - Warszawa 1934 (sztafety)
    - złoty medal w sztafecie 4 × 400 m
    - złoty medal w sztafecie 400+300+200+100 m
    - złoty medal w sztafecie 800+400+200+100 m
    - srebrny medal w sztafecie 4 × 100 m

- Reprezentant Polski w meczu międzynarodowym[2]
  - Polska – Belgia, Warszawa 1933 (bieg na 400 m przez płotki)